# 柳井市立図書館
柳井市立図書館（やないしりつとしょかん）は、山口県柳井市に所在する公共図書館。
柳井市やや合併前の各市町村、山口県の郷土資料なども揃えられており、ビデオやDVD、CD等を館内で視聴することができる。
山口県立図書館と連携しており、山口県内及び日本国内の図書館で相互貸借が可能となっている。

## 利用について
- 利用資格 - 柳井市内に在住、通勤、通学している者及び近隣自治体に在住の者[2]
- 貸出数 - 図書･雑誌・DVD・CDを柳井及び大畠両図書館あわせて10点[2]
- 貸出期間 - 14日間[2]
- 返却 - 柳井及び大畠のどちらの図書館でも返却可能[2]

## 柳井図書館
- 愛称 = みどりが丘図書館
- 延床面積：
- 所在地郵便番号:
- 所在地:
- 蔵書数:80,857（令和4年度）[1]
- 年間貸出数:96,910冊（令和4年度）[1]
- 来館者数:41,841人（令和4年度）[1]
- 職員数:9人(会計年度任用職員含む)

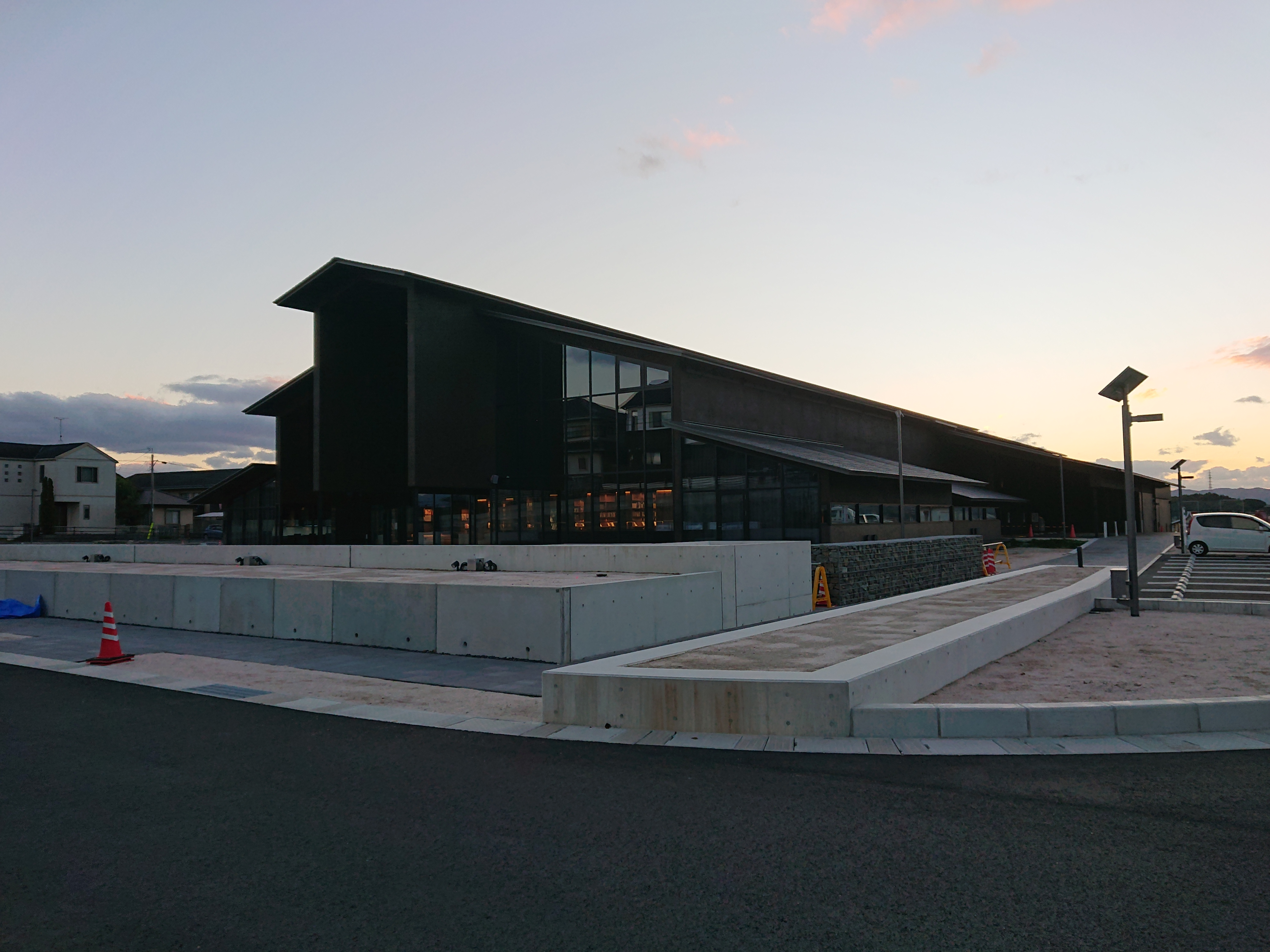
柳井図書館

令和6年7月17日、山口県立柳井商業高等学校跡地に「図書館機能」「市民活動支援機能」「子育て支援機能」「防災機能」の4つの機能を持つ複合施設「みどりが丘図書館」として移転開館。貸室やカフェなどを併設。図書館資料の充実、読書普及活動の推進、利用者に応じた図書館サービスの強化、郷土資料の整備を運営方針としている。 

### 開館時間・休館日
- 開館時間 - 09:30-21:00（火～金曜・カウンター業務は18時まで）、9:30-18:00（土・日曜）[3]
- 休館日 - 月曜日、祝日の翌日、月末整理日、特別整理期間、12/28～1/4[3]

### アクセス
- 鉄道 JR山陽本線 柳井駅下車 徒歩13分[3]

## 大畠図書館
- 延床面積：336m2[3]
- 所在地郵便番号:〒7４９-０１０２[1]
- 蔵書数:31,831（令和4年度）[1]
- 年間貸出数:18,001（令和4年度）[1]
- 来館者数:8,978人（令和4年度）[1]
- 職員数:8人(会計年度任用職員含む)[3]

平成19年3月に「ふれあいタウン大畠」の中に開館。
柳井市役所大畠出張所、大畠公民館、大畠図書館の3つの機能を併せもった複合施設「ふれあいタウン大畠」にあり、地域の情報の収集や提供の拠点として大きな役割をもつ。 図書館資料の収集と充実、奉仕活動の充実、読書人口の増加、郷土資料の整備を運営方針としている。 
子どもたちがリラックスして楽しく本に親しめる「キッズコーナー」や、大畠出身の郷土の志士「月性」に関する資料約2,000冊を集めた「月性コーナー」を備えている。

### 開館時間・休館日
- 開館時間 - 9:30-17:00（火～日曜）[3]
- 休館日 - 月曜日、祝日、特別整理期間、12/28～1/4[3]

### アクセス
- 鉄道 JR山陽本線 大畠駅下車 徒歩15分